# Вершинин, Игорь Владимирович
И́горь Влади́мирович Верши́нин (7 августа 1948, Наманган — 31 декабря 2020) ― советский и российский литературовед. Доктор филологических наук, профессор. Ректор Самарского государственного социально-педагогического университета (2000―2013).

## Биография
Родился 7 августа 1948 года в городе Намангане в Узбекистане. Учился в Куйбышевском суворовском военном училище, служил в войсках ВДВ СССР. Офицер запаса.
В 1972 году окончил Горьковский педагогический институт иностранных языков по специальности «французский и английский языки», тогда же начал работу в Самарском государственном социально-педагогическом университете. В 1976 году поступил в аспирантуру на кафедру зарубежной литературы Московского государственного педагогического института им. В. И. Ленина, где через три года защитил кандидатскую диссертацию на тему «Т. Чаттертон: поэзия английского предромантизма». В 1982 году был назначен деканом факультета иностранных языков СГСПУ. В 1984 году был удостоен учёного звания доцента, в 1995 году стал профессором. Заведующий кафедрой романской филологии СГСПУ с 1998 года, в 2000―2013 гг. ― ректор университета. В 2003 году защитил докторскую диссертацию в РГПУ им. А.И. Герцена на тему «Предромантические тенденции в английской поэзии XVIII века и „поэтизация культуры“». С 2013 года и до самой смерти  ― президент СГСПУ.
В 2011 году был избран депутатом Самарской Губернской думы.
Является автором более шестидесяти научных и учебно-методических работ. Среди них ― монографии и учебные пособия, рекомендованные Министерством образования России в качестве учебников для студентов российских вузов. Занимался переводами сочинений Чаттертона и Виньи на русский язык.
Также занимался общественной деятельностью. Являлся президентом Культурно-лингвистической региональной общественной организации «Альянс Франсез Самара» и председателем совета Самарского регионального отделения общероссийской общественной организации «Всероссийское педагогическое собрание».

## Семья
Был женат, имел двоих детей.
Сын — Михаил Валерьевич Вершинин (род. 25 июня 1979, Куйбышев, СССР) — российский социальный психолог, маркетолог и публицист, эксперт по правовому и психологическому консультированию жертв деструктивных культов, сект и радикальных организаций. Член Международной ассоциации исследования культов и Европейской федерации центров изучения и информирования о сектантстве. Помощник ректора по стратегическому развитию и маркетингу Самарского государственного социально-педагогического университета (с сентября 2003 по май 2013).
В 1996 году окончил гимназию № 3 Самары.
В 2001 году окончил факультет экономики и управления Самарского государственного университета в 2001 году по специальности «Государственное и муниципальное управление» и в 2002 году психологический факультет Самарского государственного педагогического университета по специальности «социальная психология». В 2001—2008 голах — старший преподаватель кафедры социальной психологии Самарского государственного педагогического университета.

## Награды
- Знак «Почётный работник высшего профессионального образования» Министерства образования России (2000);
- орден «Академические пальмы» Правительства Франции (2002);
- государственная награда «Заслуженный работник высшей школы Российской Федерации» (2007)[4];
- орден «Почётного легиона» Правительства Франции (2020)[7].

## Сочинения

### Диссертации
- Вершинин И. В. Томас Чаттертон: Поэзия английского предромантизма: Дис… канд. филол. наук. М., 1979.
- Вершинин И. В. Предромантические тенденции в английской поэзии XVIII века и «поэтизация» культуры: Монография. Самара: Изд-во СГПУ, 2003.

### Монографии
- Вершинин И. В. Чаттертон: Монография. СПб.: Книжный дом, 2001.
- Вершинин И. В., Луков Вл. А. Предромантизм в Англии. Самара: Изд-во СГПУ, 2002.
- Диалог в пространстве культуры: К 100-летию со дня рождения Бориса Ивановича Пуришева: [Колл. монография] / Отв. ред. В. Н. Ганин. М.: Прометей, 2003. [Раздел: Вершинин И. В., Луков Вл. А. Макферсон и Оссиан (К проблеме создания поэта-мифа). С. 44-62][5].